# Критерій Гермейєра
Критерій Гермейєра — це той самий максимінний критерій, однак під знаком внутрішнього екстремуму знаходяться значення функції  рішень, зважені з відповідними значеннями ймовірнісних мір.
За цим критерієм множина оптимальних альтернатив знаходиться так:
{\displaystyle X_{opt}=\arg \max _{x\in X}\min _{s\in S}{\mathcal {f}}u(x,s)\cdot p(x,s){\mathcal {g}}},
де {\displaystyle u(x,s)}  — функція рішень, визначена на {\displaystyle X\times S}, де {\displaystyle X} — множина альтернатив, {\displaystyle S} — множина станів, а {\displaystyle p(x,s)}  — ймовірнісна міра ситуації {\displaystyle {\mathcal {f}}x,s{\mathcal {g}}} .
У скінченновимірному випадку, якщо {\displaystyle \mathbf {U} =[u_{kj}]_{M\times N}}  — матриця рішень, а {\displaystyle \mathbf {P} =[p_{kj}]_{M\times N}}  — стохастична матриця, множина оптимальних альтернатив знаходиться так:
{\displaystyle X_{opt}=\arg \max _{x_{k},\;k={\overline {1,M}}}\min _{j={\overline {1,N}}}{\mathcal {f}}u_{kj}\cdot p_{kj}{\mathcal {g}}}.
Для дискретного випадку:
{\displaystyle X_{opt}=\arg \max _{x_{k}}\min _{j={\overline {1m}}}{\mathcal {f}}U_{kj}\cdot P_{kj}{\mathcal {g}}}.

## Недолік
Якщо функція рішень є невід'ємною і для кожного рішення існує стан (наслідок) з нульовим значенням то цей критерій не працює; те саме стосується і ймовірнісних мір значення яких можуть бути нульовими для кожного рішення.